# Championnats d'Afrique de pentathlon moderne 2015
Navigation
Édition précédente Édition suivante
Les championnats d'Afrique de pentathlon moderne 2015 ont lieu du 21 au 23 août 2015 au Caire, en Égypte. Les vainqueurs des épreuves individuelles masculines et féminines se qualifient directement pour les Jeux olympiques d'été de 2016 à Rio de Janeiro.

## Médaillés
Les médaillés de ces championnats d'Afrique sont, :
| Individuel hommes | Eslam Hamad (EGY)                                 | Amro El Geziry (EGY)                                           | Omar El Geziry (EGY)                                             |  |  |  |
| Par équipe hommes | Égypte Yasser Hefny Omar El Geziry Amro El Geziry | Afrique du Sud Pieter Oosthuizern Calvin Bradley Berndt Burger | Maurice Jason Minerve                                            |  |  |  |
|                   |                                                   |                                                                |                                                                  |  |  |  |
| Individuel femmes | Haydy Morsy (EGY)                                 | Aya Medany (EGY)                                               | Reem Yakout (EGY)                                                |  |  |  |
| Par équipe femmes | Égypte Haydy Morsy Reem Yakout Sondos Aboubakr    | Kenya Coral Hays                                               | Burkina Faso Angelika Sita Ouedraogo                             |  |  |  |
|                   |                                                   |                                                                |                                                                  |  |  |  |
| Relais mixte      | Aya Medany (EGY) Amro El Geziry (EGY)             | Coral Hays (KEN) Pieter Oosthuizern (RSA)                      | Angelika Sita Ouedraogo (BUR) Nignan Abdoul Dialilou Hamza (BUR) |  |  |  |

## Tableau des médailles
| Rang  | Nation         | Or | Argent | Bronze | Total |
| ----- | -------------- | -- | ------ | ------ | ----- |
| 1     | Égypte         | 5  | 2      | 2      | 9     |
| 2     | Afrique du Sud | 0  | 1      | 0      | 1     |
| 2     | Kenya          | 0  | 1      | 0      | 1     |
| 2     | Équipe mixte   | 0  | 1      | 0      | 1     |
| 5     | Burkina Faso   | 0  | 0      | 2      | 2     |
| 5     | Maurice        | 0  | 0      | 1      | 1     |
| Total | Total          | 5  | 5      | 5      | 15    |